# Bergkranzfest
Ein Bergkranzfest ist eine bedeutende Veranstaltung in der fast ausschliesslich in der Schweiz ausgeübten Sportart Schwingen. Dabei handelt es sich um sechs Schwingfeste («Schwingeten)», die ein besonders hohes Prestige geniessen. Zu ihnen gehören der Brünigschwinget auf dem Brünigpass, der Rigi-Schwinget auf der Rigi, der Schwägalp-Schwinget auf der Schwägalp unterhalb des Säntis, der Schwarzsee-Schwinget am Schwarzsee bei Freiburg, der Stoos-Schwinget auf dem Stoos bei Schwyz und der Weissenstein-Schwinget auf dem Weissenstein bei Solothurn.

## Definition
Als Bergkranzfest werden sie bezeichnet, weil sie in erhöhter Lage in den Voralpen oder im Jura stattfinden und dadurch an weit zurückliegende Zeiten erinnern, als das Schwingen überwiegend von Bergbewohnern an entlegenen Orten ausgeübt wurde; ausserdem gibt es hier die begehrten Kränze zu gewinnen. Hierarchisch und von der Bedeutung her stehen über den Bergkranzfesten das Eidgenössische Schwing- und Älplerfest, das Unspunnenfest und das Kilchberger Schwinget, während Teilverbands- und Kantonalfeste ihnen untergeordnet sind. Organisiert werden sie jährlich von den fünf Teilverbänden des Eidgenössischen Schwingerverbands.

## Besondere Richtlinien
Eine Besonderheit ist die Beschränkung der Teilnehmerzahl auf 90 oder 120. Dabei sind neben den Schwingern des austragenden Teilverbandes nur Eingeladene aus einem oder zwei der übrigen Teilverbände teilnahmeberechtigt. Ein einzelner Schwinger darf pro Jahr an höchstens drei Bergkranzfesten teilnehmen.

## Liste der Bergkranzfeste
| Bergkranzfest          | Austragungsort | Gemeinde, Kanton                | Teilverband | Teilnehmer | Bedingungen                                                                       |
| ---------------------- | -------------- | ------------------------------- | ----------- | ---------- | --------------------------------------------------------------------------------- |
| Brünigschwinget        | Brünigpass     | Lungern, Obwalden               | BKSV / ISV  | max. 120   | je 40 bis 55 Schwinger des BKSV und ISV 10 bis 30 Schwinger von einem Gastverband |
| Rigi-Schwinget         | Rigi Staffel   | Arth, Schwyz                    | ISV         | max. 90    | 50 bis 70 Schwinger des ISV 5 bis 30 Schwinger von max. zwei Gastverbänden        |
| Schwägalp-Schwinget    | Schwägalp      | Hundwil, Appenzell Ausserrhoden | NOSV        | max. 90    | 50 bis 70 Schwinger des NOSV 5 bis 30 Schwinger von max. zwei Gastverbänden       |
| Schwarzsee-Schwinget   | Schwarzsee     | Plaffeien, Freiburg             | SWSV / BKSV | max. 90    | je 30 bis 45 Schwinger des SWSV und BKSV 5 bis 30 Schwinger von einem Gastverband |
| Stoos-Schwinget        | Stoos          | Morschach, Schwyz               | ISV         | max. 90    | 50 bis 70 Schwinger des ISV 5 bis 30 Schwinger von max. zwei Gastverbänden        |
| Weissenstein-Schwinget | Weissenstein   | Oberdorf, Solothurn             | NWSV        | max. 90    | 40 bis 70 Schwinger des NWSV 5 bis 30 Schwinger von max. zwei Gastverbänden       |